# 서효원 (축구인)
서효원(1967년 9월 15일 ~ )은 대한민국의 전직 축구 선수이자 현 지도자로 현역 시절 포지션은 미드필더였으며 현재 U리그1의 울산대학교 감독을 맡고 있다.

## 수상

### 클럽 (선수)
포항 스틸러스
- K리그1 : 준우승 (1995), 3위 (1996, 1998)
- FA컵 : 우승 (1996), 4강 (1997, 1998)
- AFC 챔피언스리그 : 우승 (1996-97, 1997-98)
- 리그컵 : 준우승 (1996 아디다스컵, 1997 프로스펙스컵)
- 아프로-아시안 클럽 챔피언십 : 준우승 (1997, 1998)

### 국가대표팀 (지도자)
대한민국 U-20
- AFC U-20 아시안컵 : 우승 (2012), 3위 (2006, 2008, 2010)